# Classe Iroquois
La classe Iroquois est une classe de quatre destroyers porte-hélicoptères des Forces armées canadiennes.

## Historique
Mise sur cale au cours de l’année 1969 et entrés en service entre 1972 et 1973, ils ont été initialement aménagés pour la lutte anti-sous-marine, mais une mise à niveau majeure dans les années 1990 nommé TRUMP (Tribal Update and Modernisation Project) a eu pour effet de les remanier profondément afin d'ajouter le rôle de défense aérienne rapprochée.
Il ne reste aucun navire en service sur les quatre construits. Le NCSM Huron a été mis hors-service et coulé dans un exercice de tir réel et deux autres ont été retirés en 2015. Le dernier, l'Athabaskan a été retiré du service le 10 mars 2017 à la base navale d'Halifax.
Les bâtiments de la classe Iroquois ont été les premiers navires militaires conçus pour employer exclusivement des turbines à gaz, deux turbines comme moteur de croisière, et deux autres turbines  pour les départs rapides de type « Boost » pour des vitesses allant jusqu'à 29 nœuds (un tel arrangement est connu sous le nom de Combined gas or gas (en)). La conception a été très influente, et a eu un impact majeur sur la conception de destroyers de la marine américaine, la classe Spruance.

## Navires
| Nom                       | État         |
| ------------------------- | ------------ |
| NCSM Iroquois (DDG 280)   | Hors-service |
| NCSM Huron (DDG 281)      | Hors-service |
| NCSM Athabaskan (DDG 282) | Hors-service |
| NCSM Algonquin (DDG 283)  | Hors-service |

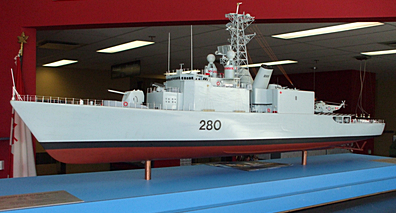
Maquette du NCSM Iroquois avec les cheminées en Y inclinées en abord pour éviter que les gaz ne détériorent les aériens avant son importante transformation

- Le NCSM Huron (DDG 281) ( A été coulé le 14 mai 2007 à l'ouest de Vancouver, lors d'un exercice du Rimpac.)

## Galerie

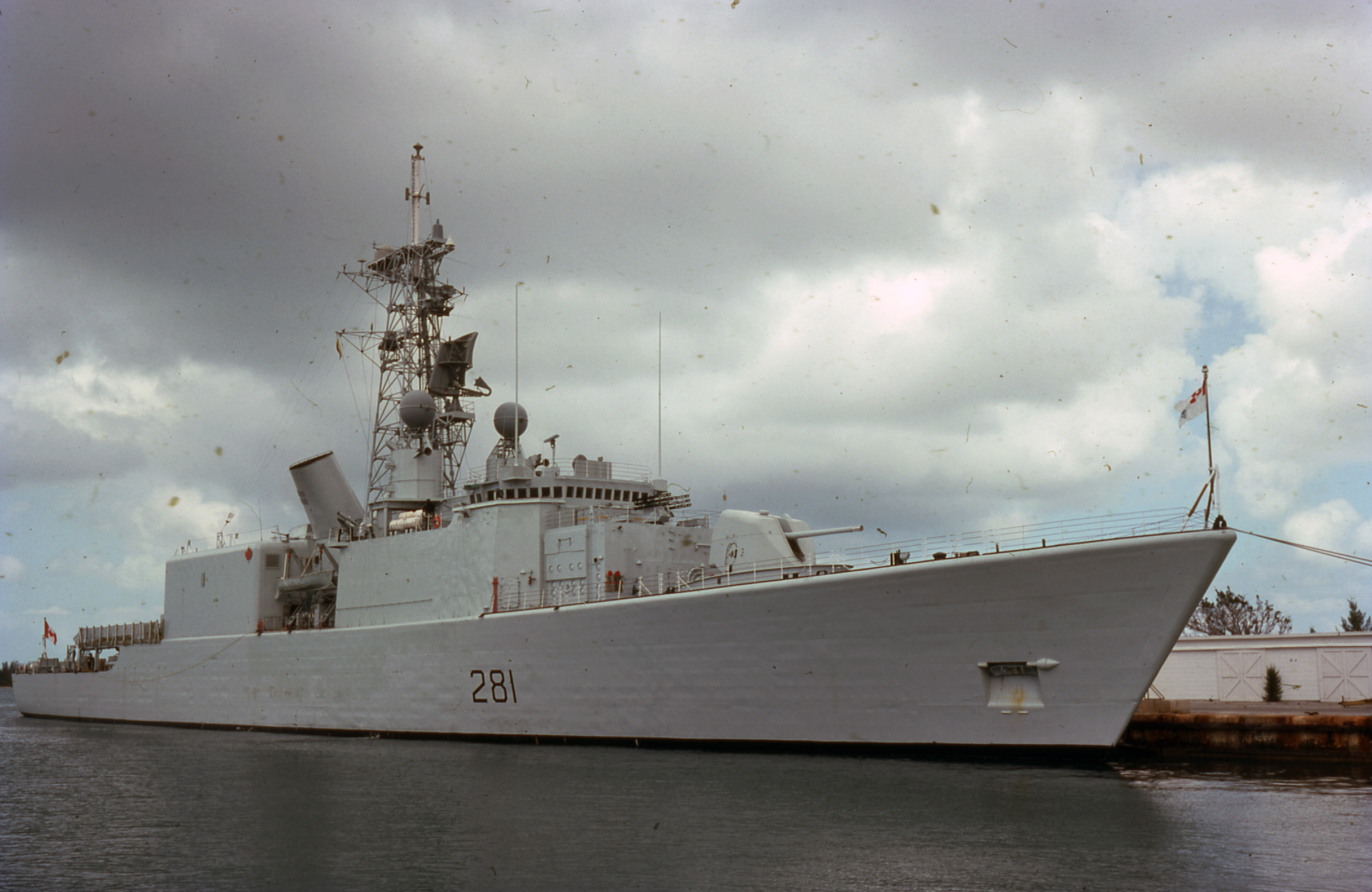
Le  NCSM Huron DDG 281 en 1976 dans sa configuration d'origine.
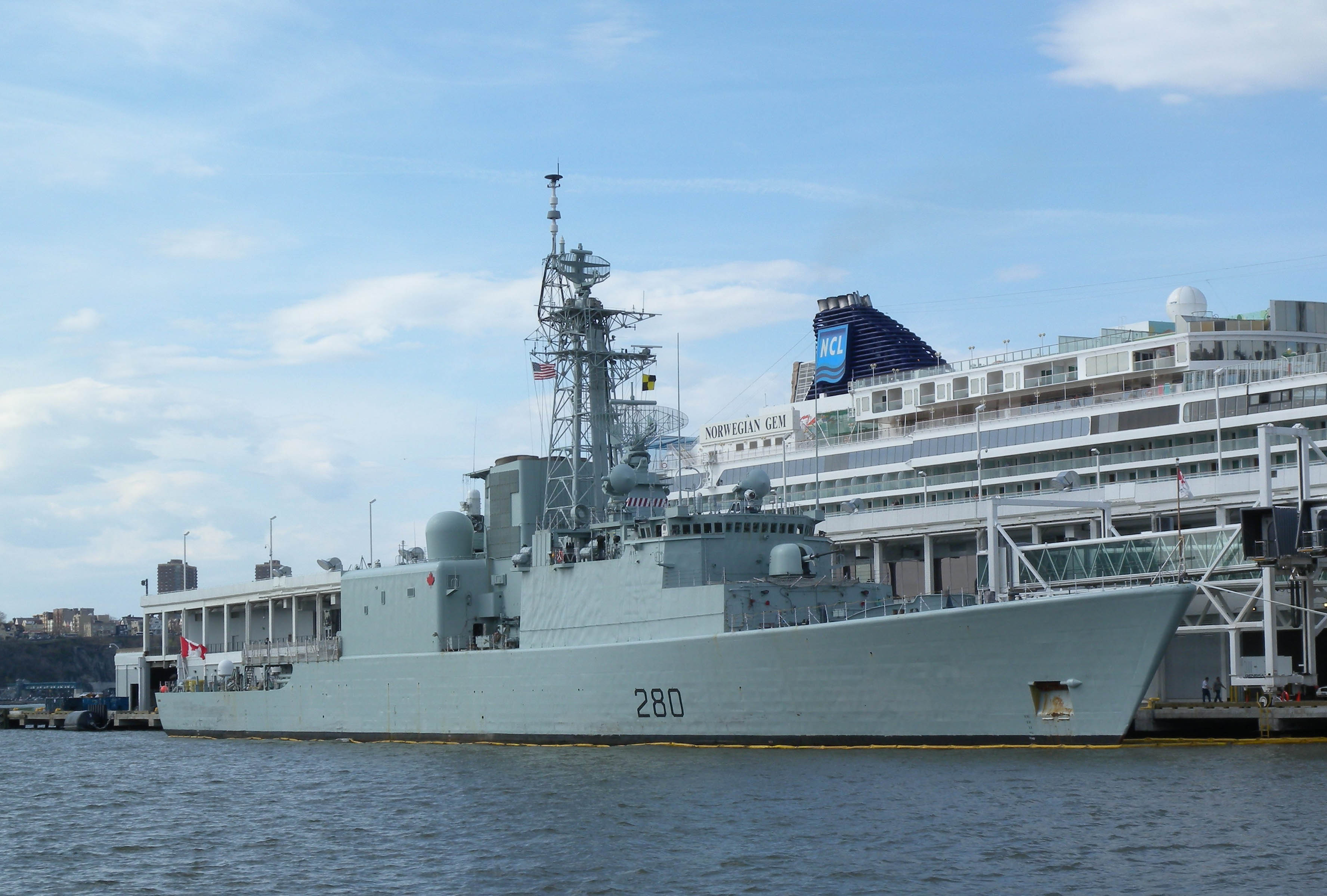
NCSM Iroquois DDG 280
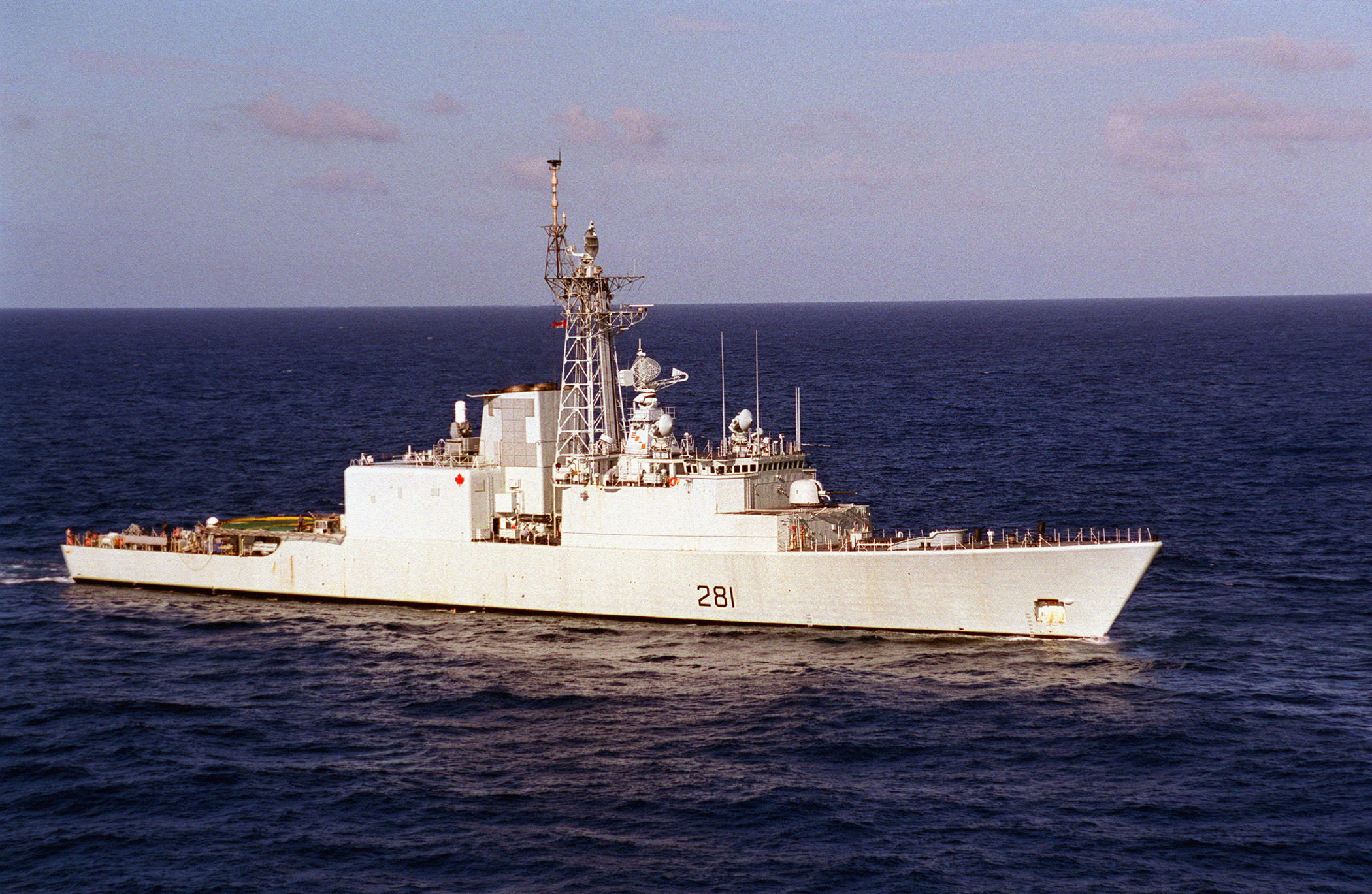
NCSM Huron DDG 281(Coulé en 2007)
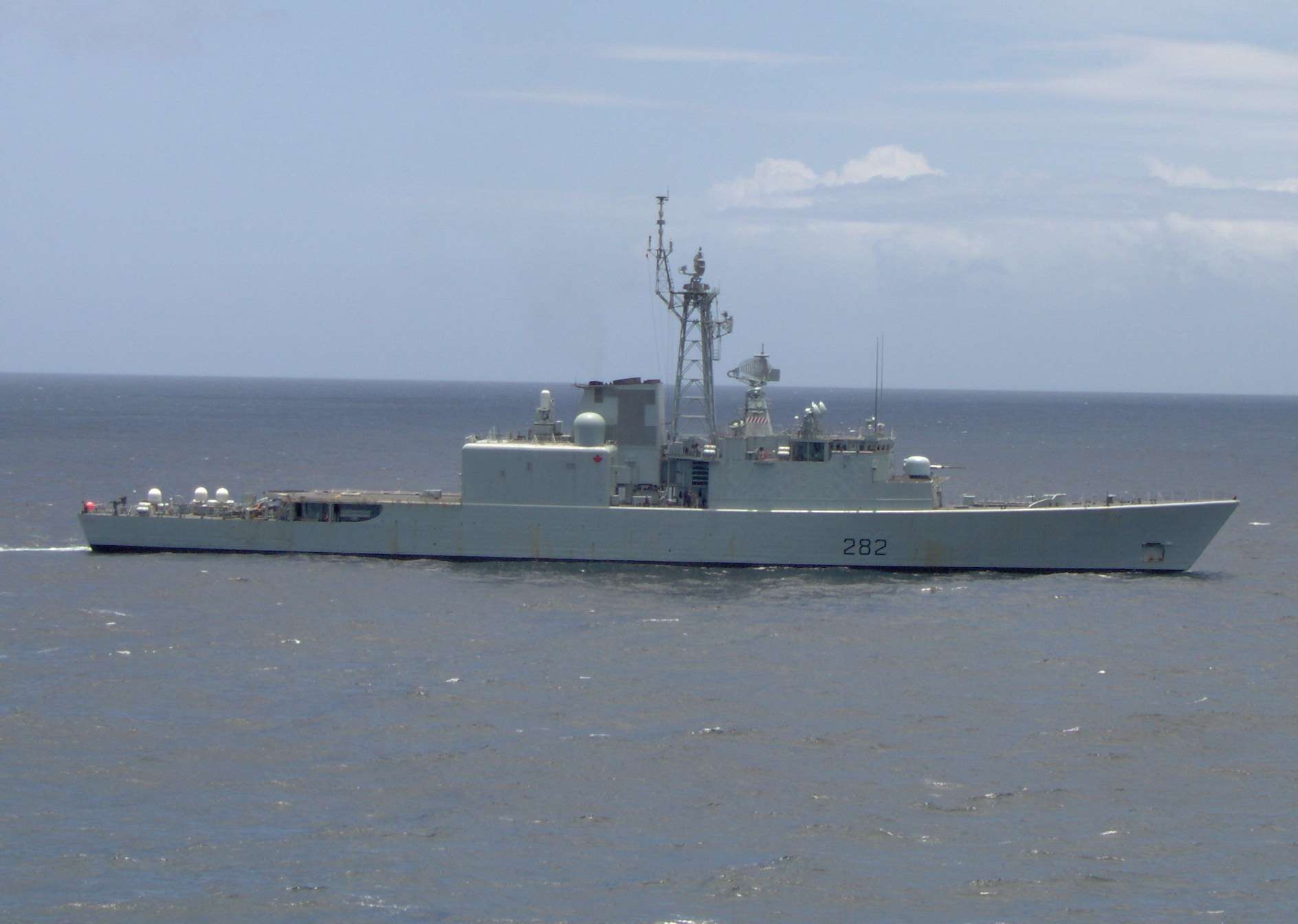
NCSM Athabaskan DDG 282
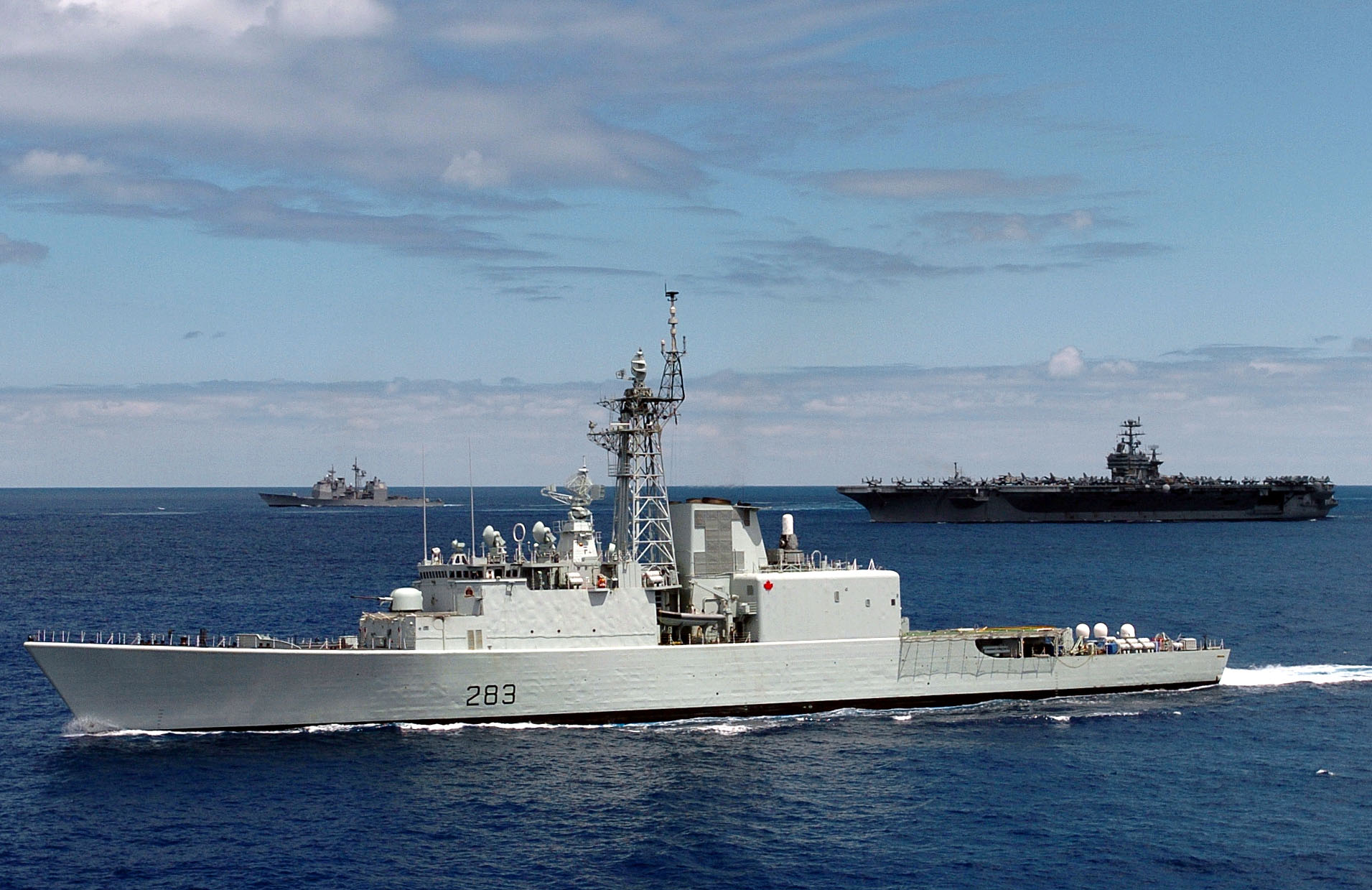
NCSM Algonquin DDG 283